# Cyclophora decoraria
Cyclophora decoraria là một loài bướm đêm trong họ Geometridae.